# Autotune Gemini
 (juin 2017).
Pour les articles homonymes, voir Gemini.

L'Autotune Gemini est une barquette[Quoi ?] sportive ressemblant à la Jaguar XKSS produite par l'artisan anglais Autotune depuis 1987.
Elle est équipée d'un moteur Ford 1600 Crossflow préparé par le constructeur posé sur un châssis tubulaire. Avec une puissance de 145 ch, elle est cependant très légère : 550 kg. Avant tout faite pour la piste et pour rester légère, ses équipements sont moindres.